# Paul Coutts
Paul Alexander Coutts (Aberdeen, Escocia, 22 de julio de 1988) es un futbolista escocés que juega de centrocampista en el Inverurie Locos de la Liga de Fútbol Highland de Escocia.

## Trayectoria
Formado en la Liga de Fútbol Highland de Escocia, Coutts debutó semi profesionalmente en el Cove Rangers, a 4 millas de su natal Aberdeen. En 2008 fue transferido al Peterborough United de la English Football League. Jugó además por el Preston North End y Derby County, hasta que en enero de 2015 fichó por el Sheffield United.
Fue liberado del club al término de la temporada 2018-19. El 3 de julio de 2019 se hizo oficial su fichaje por el Fleetwood Town F. C. para las siguientes dos temporadas. En enero de 2021 fue cedido al Salford City F. C. lo que restaba de campaña. En mayo de ese mismo año se supo que la temporada 2021-22 la jugaría en el Bristol Rovers F. C.

## Selección nacional
Representó a Escocia en la categoría sub-21 entre los años 2008 y 2010.

## Clubes
| Club                        | País       | Año           |
| --------------------------- | ---------- | ------------- |
| Cove Rangers F. C.          | Escocia    | 2005-2008     |
| Peterborough United F. C.   | Inglaterra | 2008-2010     |
| Preston North End F. C.     | Inglaterra | 2010-2012     |
| Derby County F. C.          | Inglaterra | 2012-2015     |
| Sheffield United F. C.      | Inglaterra | 2015-2019     |
| Fleetwood Town F. C.        | Inglaterra | 2019-2021     |
| Salford City F. C. (cedido) | Inglaterra | 2021          |
| Bristol Rovers F. C.        | Inglaterra | 2021-2023     |
| Inverurie Locos             | Escocia    | 2023-presente |

## Palmarés

### Títulos nacionales
| Título                             | Club                   | País       | Año     |
| ---------------------------------- | ---------------------- | ---------- | ------- |
| Liga de Fútbol Highland de Escocia | Cove Rangers F. C.     | Escocia    | 2007-08 |
| Football League One                | Sheffield United F. C. | Inglaterra | 2016-17 |